# Рара (фільм)
«Рара» (ісп. Rara) — чилійсько-аргентинський фільм-драма 2015 року, поставлений режисеркою-дебютантом Пепою Сан Мартін. Прем'єра фільму відбулася 16 лютого 2016 року на 66-му Берлінському міжнародному кінофестивалі, де він отримав Гран-прі міжнародного журі програми Generation Kplus. Стрічка також брала участь у програмах кінофестивалів у Єрусалимі, Ріо-де Жанейро, Сан-Себастьяні та ін. У жовтні 2016 входила до програми ЛГБТ-фільмів Сонячний зайчик на 46-му Київському міжнародному кінофестивалі «Молодість» .

## Сюжет
Після розлучення батьків Сара і її молодша сестра живуть з матір'ю, новим партнером якої є жінка. Повсякденне життя усіх чотирьох навряд чи чимось відрізняється від життя інших сімей. Для Сари це абсолютно нормальна ситуація. Але не кожен бачить це саме так — її біологічний батько, зокрема, має свої сумніви. Він стривожений тим, що його доньки виховуються лесбійською парою і прагне повернути собі опіку над дітьми.

## У ролях
| Джулія Любберт  | ···· | Сара     |
| Емілія Оссандон | ···· | Каталіна |
| Маріана Лойола  | ···· | Паула    |
| Агустіна Муньос | ···· | Ліа      |
| Сігрід Алегрія  | ···· |          |
| Даніель Муньос  | ···· | Віктор   |

## Знімальна група
- Автор сценарію — Пепа Сан Мартін, Алісія Шерсон
- Режисер-постановник — Пепа Сан Мартін
- Продюсер — Макарена Лопез
- Співпродюсери — Ніколас Гроссо, Федеріко Санде Ново
- Асоційований продюсер — Маріанне Майер-Бекх
- Композитор — Ігнасіо Перез Марін
- Оператор — Енріке Стіндт
- Монтаж — Соледад Сальфате

## Визнання
| Нагороди та номінації фільму «Рара» | Нагороди та номінації фільму «Рара»                  | Нагороди та номінації фільму «Рара»                                     | Нагороди та номінації фільму «Рара» | Нагороди та номінації фільму «Рара» | Нагороди та номінації фільму «Рара» |
| Рік                                 | Кінофестиваль/кінопремія                             | Категорія/нагорода                                                      | Номінант                            | Результат                           |                                     |
| ----------------------------------- | ---------------------------------------------------- | ----------------------------------------------------------------------- | ----------------------------------- | ----------------------------------- | ----------------------------------- |
| 2016                                | 66-й Берлінський міжнародний кінофестиваль           | Гран-прі міжнародного журі Generation Kplus за найкращий художній фільм | Рара                                | Перемога                            |                                     |
| 2016                                | 66-й Берлінський міжнародний кінофестиваль           | Кришталевий ведмідь                                                     | Рара                                | Номінація                           |                                     |
| 2016                                | Міжнародний кінофестиваль квір-кіно Queer Lisboa     | Приз глядацької аудиторії за найкращий художній фільм                   | Рара                                | Перемога                            |                                     |
| 2016                                | Міжнародний кінофестиваль квір-кіно Queer Lisboa     | Приз журі найкращій акторці                                             | Джулія Любберт                      | Перемога                            |                                     |
| 2016                                | Міжнародний кінофестиваль у Сан-Себастьяні           | Приз Горизонти                                                          | Пепа Сан Мартін                     | Перемога                            |                                     |
| 2016                                | Міжнародний кінофестиваль в Ріо-де-Жанейро           | Премія Фелікс за найкращий ігровий фільм                                | Рара                                | Перемога                            |                                     |
| 2016                                | 46-й Київський міжнародний кінофестиваль «Молодість» | Приз Сонячний зайчик                                                    | Рара                                | Номінація                           |                                     |